# Burney-Vertrag
Der Burney-Vertrag (Burney Treaty, Thai: สนธิสัญญาเบอร์นี) war ein Freundschafts- und Handelsvertrag  zwischen Siam und Großbritannien aus dem Jahr 1826. Der Vertrag ist benannt nach dem britischen Gesandten der Britischen Ostindienkompanie Henry Burney (1792–1845). 

## Geschichte
Der Anglo-Siamesische Vertrag wurde erstmals 1822 zwischen dem schottischen Arzt und Ethnologen John Crawfurd und König Rama II. von Siam verhandelt, dieser konnte den Vertrag jedoch nicht zu einem Abschluss bringen. Dies gelang dem britischen Ökonom Henry Burney unter König Rama III. im Jahr 1826.

## Inhalte
Im Vertrag wurde die siamesische Hoheit über die nördlichen Staaten der Malaien Kedah, Kelantan, Perlis und Terengganu bestätigt. Gleichzeitig wurde die britische Herrschaft über Penang und dessen Recht auf ungestörten Handel mit Kelantan und Terengganu garantiert. Obwohl der Vertrag sich auf die malaiischen Staaten bezieht, waren diese an den Verhandlungen nicht beteiligt.

## Ablösung
1909 wurde ein neuer Vertrag zwischen Siam und Großbritannien abgeschlossen, der Anglo-Siamesische Vertrag von 1909 (auch Vertrag von Bangkok (1909)), der den Burney-Vertrag außer Kraft setzte und nach dem die vier malaiischen Staaten an die Briten gingen.